# Francisco López Capillas
Francisco López Capillas (Mexico-Stad, 1605 - Puebla, 1674) was een Mexicaanse componist van Spaanse afkomst. Hij was assistent van een andere bekende componist die werkte in de Nieuwe Wereld, namelijk: Juan Gutiérrez de Padilla.
Hij was daar tevens organist. In 1648 ging hij naar Mexico Stad, om assistent te worden van
Fabián Ximeno, waarna hij deze in 1654 opvolgde als maestro en organist van de kathedraal.
Er zijn acht missen en acht magnificats van hem bekend. Ook nog enkele losse stukken, zoals onder meer het melodieuze Alleluja. Dic nobis, Maria.
- Biblioteca Nacional de España: XX4975932
- Bibliothèque nationale de France: cb139506464 (data)
- Gemeinsame Normdatei: 128763043
- International Standard Name Identifier: 0000 0001 2280 6169
- Library of Congress Control Number: n78020257
- MusicBrainz: f4b5ca22-193f-4b98-8c41-2e1c83ddec16
- Réseau des bibliothèques de Suisse occidentale: 02-A008640550
- Système universitaire de documentation: 174315910
- Virtual International Authority File: 59274976